# John Clark (calciatore 1941)
John Clark (Chapelhall, 13 marzo 1941 – 23 giugno 2025) è stato un calciatore e allenatore di calcio scozzese, di ruolo centrocampista.

## Palmarès

### Giocatore

#### Competizioni nazionali
- Campionato scozzese: 6

Celtic: 1965-1966, 1966-1967, 1967-1968, 1968-1969, 1969-1970, 1970-1971
- Coppa di Scozia: 4

Celtic: 1964-1965, 1966-1967, 1968-1969, 1970-1971
- Coppa di Lega scozzese: 5

Celtic: 1965-1966, 1966-1967, 1967-1968, 1968-1969, 1969-1970

#### Competizioni internazionali
- Coppa dei Campioni: 1

Celtic: 1966-1967